# Raphel Pherrer
Raphel Pherrer és un cantant, lletrista, compositor i intèrpret mallorquí.
Néix a Palma (Mallorca), el 10 d'agost de 1955 amb el nom de Rafel Ferrer Sancho.
Va estudiar Filosofia i Lletres a la Universitat de les Illes Balears.
Es dona a conèixer l'any 1986, després de molt de temps de treballar en el mitjà radiofònic, amb un LP (Desnormalització) que sorprenia des de la coberta: una capsa d'ensaïmades.
L'any 1989, publica Mallorcatur, banda sonora d'un espectacle creat per ell mateix sobre textos de Carlos Garrido. Mallorcatur és una visita turística satírica on hi retrobem els constructors de talaiots, les prèdiques de Sant Vicent Ferrer, els amors de Catalina Homar i l'arxiduc, Georges Sand i els turistes contemporanis. El mateix any apareix Sor Thomasseta Super Star, un nou disc de temes propis de Raphel Pherrer.
D'aleshores ençà, Raphel Pherrer es dedica bàsicament a les seves activitats radiofòniques i televisives (és el creador del programa La ruta de la ceba, a TVE Balears), i només torna als estudis per a enregistrar una versió de la cançó de Brassens "La marxa nupcial" / "La marche nuptiale" per al CD col·lectiu coordinat per Miquel Pujadó Els companys Primer (L'Univers de Georges Brassens) (1993).
L'any 1995 aplega en un sol CD (La genial obra de Raphel Pherrer) totes les cançons de Desnormalització i de Sor Thomasseta Super Star.
És corresponsal de Catalunya Ràdio a Mallorca, i ha presentat el programa "Despegue Inmediato" d'Antena 3.
És director, guionista i presentador de diversos programes de televisió.
Col·labora amb diaris com: Última Hora, dBalears, Revista de Calvià, la revista El Mirall, entre d'altres.
Ha treballat per diferents cadenes de televisió: Canal Plus, Antena 3, TVE Balears o Tele Nova. Assíduament treballa per la ràdio, un mitjà de comunicació que coneix molt bé, i ha tingut programes en Cadena Cope, RNE o Ràdio 3.
Ha realitzat amb Gaspar Valero Martí, un programa que relataven la història de Mallorca i visitaven els pobles de l'illa per a TV Mallorca.